# متاکارتا
متاکارتا (انگلیسی: MetaCarta) شرکت نرم‌افزار آمریکایی است، که در سال ۱۹۹۹ تأسیس شد.